# Nil Synaita
Nil Synaita, zwany też Nilem Starszym lub Nilem z Ancyry (zm. około 430) – święty katolicki i prawosławny. Autor traktatów ascetycznych i egzegetycznych.

## Biografia
Urodził się w Ancyrze (obecna Ankara). Początkowo był oficerem na dworze cesarskim w Konstantynopolu. Miał żonę i dwóch synów. W Konstantynopolu zaprzyjaźnił się z Janem Chryzostomem (późniejszym świętym). Pod wpływem jego nauk, Nil pozostawił żonę i jednego z synów, a sam wraz z drugim synem Theodulosem udał się w pobliże góry Synaj, gdzie został mnichem. Jego żona i drugi syn także wybrali życie zakonne w Egipcie. 
Niektóre źródła podają, że podczas pobytu Nila w klasztorze na górze Synaj, przeżył on najazd koczowniczych Beduinów na klasztor. Napastnicy uprowadzili jego syna, którego potem sprzedali w niewolę. Theodulos znalazł się w rękach biskupa Elusa w Palestynie, który go odkupił od Beduinów i zatrudnił jako tragarza kościoła. Tymczasem Nil opuścił klasztor w poszukiwaniu syna i w końcu znalazł go u Elusa. Biskup pobłogosławił obu mnichów i pozwolił im powrócić na Synaj. Historia ta często przytaczana w biografiach Nila, jest obecnie kwestionowana przez większość badaczy jako nieautentyczna.
Święty Nil prawdopodobnie umarł około roku 430, choć niektóre źródła podają późniejszą datę. Jego wspomnienie jest obchodzone 12 listopada w bizantyjskim kalendarzu; w tym samym dniu jest też czczony w Martyrologium rzymskim.

## Twórczość
Przebywając w klasztorze na górze Synaj św. Nil stał się dobrze znaną osobistością w Kościele Wschodnim. Poprzez swoje pisma i korespondencje odegrał on ważną rolę w historii. Był znany jako teolog, nauczyciel Pisma św. i pisarz ascetyczny, tak że ludzie wszystkich stanów, od cesarza począwszy a na niewolniku skończywszy, słali do niego listy z prośbami o radę.
Nil nie obawiał się też napominać nawet ludzi na wysokich stanowiskach. Często wypominał grzechy opatom i biskupom, gubernatorom i senatorom, nawet samemu cesarzowi. Korespondował on z przywódcą Gotów Gainą, usiłując nawrócić go z arianizmu. Zdecydowanie potępił on prześladowanie Jana Chryzostoma przez cesarza Arkadiusza.
Święty Nil był jednym z czołowych pisarzy ascetycznych piątego stulecia. Był autorem dziewiętnastu ascetycznych traktatów, komentarzy do tekstów biblijnych i listów (ponad tysiąc) skierowanych do różnych współczesnych, w których interweniował w religijnych sporach tamtych czasów i udzielał rad ważnym osobistościom. Z jego pism opracowano później zbiór ascetycznych maksym (około dwustu). Treścią jego licznych pism były potępienia wszelkich występków, w tym szczególnie herezji i pogaństwa oraz nadużyć dyscypliny. Szeroko omawiał prawa i reguły ascetyzmu ze szczególnym uwzględnieniem maksym dotyczących życia zakonnego. Wśród jego dzieł wymienić można m.in. Peristeria, Tractatus de voluntaria paupertate, Liber de monastica exercitatione, Institutio ad monachos.
Jego ascetyczne traktaty zostały po raz pierwszy częściowo zredagowane przez Pierre’a Poussinesa (Paryż, 1639). Zbiór skompletowany został przez Josepha Marie de Suaresa (Rzym, 1673). W 1657 roku Poussines opublikował w Paryżu 355 listów grecko-łacińskich napisanych przez Nila. W 1668 roku Leo Allatius opublikował zbiór liczący 1061 listów.
Niektóre z dzieł przypisywanych dawniej Nilowi, okazały się dziełami Ewagriusza z Pontu.